# Joanna Ozga
Joanna Ozga (ur. 4 maja 1952) – pilot instruktor szybowcowy, instruktor lotniczy w Aeroklubie Śląskim, członek Lotniczej Komisji Egzaminacyjnej.

## Życiorys
Ojciec był pilotem szybowcowym. Jako nastolatka ukończyła kurs szybowcowy na początku lat 70. XX wieku. Została skierowana na kurs pilotażu i mając 21 lat otrzymała licencję pilota. Chciała być pilotem akrobatycznym, ale po ukończeniu kursu instruktorskiego została instruktorem lotniczym w Aeroklubie Śląskim. Studiowała budownictwo ogólne na Politechnice Śląskiej. Przez kilkanaście lat pracowała jako asystentka kontrolera ruchu lotniczego w Pyrzowicach. W latach 90. XX wieku razem z mężem zaczęła latać na balonach. Jest członkiem Światowego Stowarzyszenia Lotników Polskich. Jako członek Lotniczej Komisji Egzaminacyjnej pełni funkcję egzaminatora praktycznego w Aeroklubie Ślaskim dla zdających na licencja pilota szybowcowego, samolotowego turystycznego, samolotowego zawodowego i instruktora.
Jej mężem jest Waldemar Ozga. Mają syna.

## Nagrody i odznaczenia
- 2012 Medal Dominika przyznawany najwspanialszym latającym kobietom[5]